# Hypognatha furcifera
Hypognatha furcifera là một loài nhện trong họ Araneidae.
Loài này thuộc chi Hypognatha. Hypognatha furcifera được Octavius Pickard-Cambridge miêu tả năm 1881.